# ジュリアン・ジャンヴィエ
ジュリアン・ジャンヴィエ（Julian Jeanvier, 1992年3月31日 - ）は、フランス・イル＝ド＝フランス地域圏オー＝ド＝セーヌ県クリシー出身のサッカー選手。カイセリスポル所属。ギニア代表。ポジションはDF。

## 経歴
フランスに生まれ、ギニアにルーツを持っている。
2013年にリールと4年契約を結んだが、リザーブチームでの出場に留まった。
2016年8月、リーグ・ドゥのスタッド・ランスに移籍した。2017-18シーズンにはチームの副キャプテンに就任し、チームのリーグ・アン昇格に貢献した。
2018年7月30日、ブレントフォードFCに4年契約で移籍した。
2020年9月3日、スュペル・リグのカスムパシャSKに1年間の期限付き移籍をしたが、10月にシーズン絶望の大怪我を負ったことで4試合の出場にとどまった。
2022年8月2日、AJオセールと1年契約を結んだ。
2023年9月16日、カイセリスポルに移籍した。